# Щипски революционен район
Щипският революционен район от Битолския революционен окръг на Вътрешната македоно-одринска революционна организация обхваща териториите на Щипската каза в Османската империя с главен град Щип.

## История

### Основаване и първи години (1894 - 1896)
Околийският революционен комитет в Щип е основан в 1894 година от водачите на ВМОРО Гоце Делчев и Даме Груев, които от есента на същата година са български учители в града. Къщата на баба Агния, в която живее Гоце Делчев, е първата централа на комитета. Двамата извършват заклеванията на новите членове или в къщата на баба Агния, или в тази на Коце Дончев, или на уединена поляна на левия бряг на Брегалница зад Хисаря. Сред първите дейци са Тодор Лазаров, Димитър Мирасчиев, Коце Дончев, Мальо Ильов Муфтийски. За една година комитетът нараства на няколко десетки души. В него влизат градските учители Мише Развигоров, Ефрем Чучков, Гьошо Гочев, Димитър Мирасчиев и Христо Коцев, както и видните граждани Тодор Лазаров, Коце Дончев, Ване Попевтимов.
В същата учебна година 1894/1895 в Щип е назначен за учител Туше Делииванов, посветен от Груев в революционното дело, а за учебната 1895/1896 година Тодор Станков замества Груев, като учител и член на комитета. От Щипския район се организират и съседните – Чучков работи в Малешевско, Александър Попорушев в Радовишко. Организацията се разпространява и в Кратовско, Кривопаланско и Кочанско. След като се организират Овчеполско и Пиянец се открива канал за Свободна България, като първият куриер е Мишо Дачов с помощник дядо Трайчо от Ново село. През април 1896 година куриерът Дончо Щипянчето е заловен в Битоля, пренасяйки бомби и кореспонденция от Щип, но не издава никого.

### Афери (1897 - 1903)
Винишката афера, избухнала през есента на 1897 година, за две години на практика почни унищожава дейността на революционната организация в Щипско. Арестувани са не само водачите Петър Попарсов и Мише Развигоров, но на практика и всички активни дейци на Организацията. Единствено действаща остава групата около Тодор Хаджиконстантинов, която поддържа арестантите и семействата им. Организацията стъпва на крака едва през есента на 1899 година, когато в града пристигат новите ръководители Васил Пасков, назначен за главен учител в двете български училище – Щипското и Новоселското, Мице Икономов и Георги Дупков, също назначени за учители. Тримата работят с незаловения Пане Прошев, а по-късно с освободения Мите Хаджимишев.
През януари 1900 година избухва нова афера. На 20 януари четникът Александър Нехтенин е разкрит в града и води няколко часово сражение, в което убива 17 войници. След сражението властите извършват масови арести в Щип. Арестувани са Васил Пасков, Георги Дупков, Тодор Хаджиконстантинов, Христо Янев и други дейци на Щипския революционен комитет, които са откарани в Скопие и на базата на фалшиви показания, осъдени.
През април 1900 година се случва нова афера при провал на канал за Софилари, по който трябва да мине Диме Бербера с двама четници. Арестувани са Мите Хаджимишев, куриерът Петър Гушлев, Т. Трайчов, свещеник Христо Д. Червенелеков, Диме Прошев, Наце Фурнаджия, Ефрем Миладинов и братята му Гиго и Пеце, Тодор Хаджиконстантинов и други. Освободени са след 10 месеца в 1901 година.
Комитетът в Щип след тези арести е поет от учителя Блаже Пуздерлиев и от Пане Прошев, а войвода на околийската чета е Славчо Ковачев, който обаче се задържа кратко.
След Солунските атентати от пролетта на 1903 година в Щип са арестувани 400 души. Ръководителят Благой Пуздерлиев бяга в Свободна България. Временно ръководно тяло е организирано от Мите Хаджимишев, който заедно с войводата Панайот Байчев прави план 100 души милиция от града и 200 от селата да нападне затвора и да освободи затворниците. Османците обявяват призив за доброволно предаване на оръжието и учителят Пане Самарджийски от Горната махала заедно с учителя в Доленци обикалят, за да предотвратят обезоръжаването. След предателство на касиера на комитета Стоян Кощовалията, Хаджимишев е арестуван и планът пропада.
След Илинденско-Преображенското въстание, в което Щипско масово не участва, в 1904 година ръководите на Околийския комитет е Тодор Лазаров с помощници Пано Прошев и Пешо Прошев. Всички учители, завърнали се от затворите също се включват в революционната дейност. Нелегален войвода е Мише Развигоров, завърнал се от заточение във 1902 година и оглавил Кюстендилския пограничен пункт до 1904 година. Негови четници са ветераните Пане Патриклия, Петър Жабата, Петър (Пенчо) Николов от Сливен и Мишо Шестаков. Населението отново започва да се въоръжава. Ново село се ръководи от освободения Хаджимишев със заместниците Петър Гушлев и Трайчо Скандалията. Куриери са Трайчо Бахчаванджията и Доне Звездин.
Проведени са избори за нови ръководни тела. За председател на комитета е избран Тодор Лазаров, за секретар Гьоше Гьошев, за членове Пано Прошев, Гьошо Икономов и Мите Хаджимишев и за касиер Христо Шекеринов. Ръководители за Ново село са Гьоше Икономов и Хаджимишев. Околийски войвода е Развигоров.

### Под управлението на Мише Развигоров (1904 - 1907)
Развигоров организира околията на райони. Всяко село си има ръководител, председател, секретар, касиер, членове и съветници на революционния комитет, както и куриери. Всяко село има и милиционерска чета от 10 души, въоръжена с манлихери, подобно на нелегалната околийска чета. Милицията е длъжна да се явява на помощ, в случай на откриване на нелегалната чета. Четата в Ново село се нарича терористична и има отделни групи и куриери. Десетките имат десетар и 2-3 старши, които се грижат за облеклото и прочие. Десетарят трябва да събира на 15-ина дни четата и да им чете вестници, пристигнали от България.
След въстанието Развигоров поема  в Щипския район не само революционна борба, но и икономическа, тъй като неговата цел е цялостно облекчение на българския селянин. Той успява да увеличи и подобри заплащането на наемните селскостопански работници, като организира стачка и същевременно изпраща заплахи на бейовете земевладелци. Развигоров забранява да идват аргани и жътвари от други райони и така се увеличават надниците - например надницата за жънене на декар скача от 2 - 3 гроша на 8 - 12 гроша.
Също така Развигоров се опитва с различни политики да съсипе икономически спахиите, за могат да започнат да продават имотите си на селяните. Нарежда да се укрива жито в полза на организационната каса. Откупуването на чифлиците става с пари от организационната каса. Така например селяните успяват да изкупят село Сарамзалино.
Развигоров организира и взаимоспомагателна земеделска селска каса, която да предоставя безлихвени кредити. Също така помага за облекчаването на задълженията към еврейските лихвари, като се ликвидират полици, на които изплатените лихви са стигнали големината на главницата, а на останалите заемите са платени с пари от революционната каса.
Така всички селяни на практика са здраво обвързани с революционната организация. Четниците свободно ходят през деня по селата, а и в града, а Петко Пенчев започва да издава революционния вестник „Революция“.
Развигоров успешно откъсва българските селяни от османската съдебна система - той забранява съденето в конака и наказва тези, които пренебрегват забраната. Създава съдебна комисия, която заседава в празнични дни. При дело от паричен характер, при което длъжникът няма средства, на потърпевшия се плаща от организационната каса. За кражби, побоища и обиди се налагат глоби и бой, а за по-големи провинения - смърт, като екзекуциите се изпълняват от терористичната чета на организацията. Обжалванията стават пред околийския комитет на ВМОРО. Комисии са учредени и по селата, като висша инстанция става околийската чета. В първата съдебна комисия влизат Михаил Гаврилов и Ефрем Хаджикимов със секретар учителя Наум Османков. Членовете на комисията често се сменят, понеже властите при разкритие ги арестуват.
ВМОРО също така забранява да се плащат големи пари и да се дават скъпи подаръци за булките, като парите давани на родителите на булката падат от 10 - 15 лири на 2 - 3 лири. Ако младоженецът няма необходимите пари, му се дават от организационната каса. Така се увеличават значително сватбите по селата.